# Богльярка
Богльярка (словац. Bogliarka) — село, община в округе Бардеёв, Прешовский край, Словакия. Расположен в северо-восточной части Словакии.
Впервые упоминается в 1454 году.
В середине XVIII века часть русинского населения переселилась в Воеводину.
В селе есть греко-католическая церковь св. Архангела Михаила построенная в 1836 году.

## Населення
| Год:                | 1994 | 2004     | 2014     | 2024     |
| ------------------- | ---- | -------- | -------- | -------- |
| Количество человек: | 172  | 154      | 123      | 102      |
| Разница:            |      | −10,46 % | −20,12 % | −17,07 % |

В селе проживает 130 человек.
Национальный состав населения (по данным последней переписи населения — 2001 год):
- словаки — 87,12%
- русины — 6,75%
- украинцы — 3,68%
- чехи — 0,61%

Состав населения по принадлежности к религии состоянию на 2001 год:
- греко-католики — 76,07%,
- католики — 20,25%,
- протестанты — 1,23%,
- православные — 0,61%,
- не считают себя верующими или не принадлежат ни к одной вышеупомянутой церкви — 1,84%